# Perry Park
Perry Park és una concentració de població designada pel cens dels Estats Units a l'estat de Colorado. Segons el cens del 2000 tenia 1.180 habitants.

## Demografia
Segons el cens del 2000, Perry Park tenia 1.180 habitants, 473 habitatges, i 404 famílies. La densitat de població era de 47,9 habitants per km².
Dels 473 habitatges en un 28,3% hi vivien nens de menys de 18 anys, en un 82,7% hi vivien parelles casades, en un 2,5% dones solteres, i en un 14,4% no eren unitats familiars. En l'11% dels habitatges hi vivien persones soles el 3,8% de les quals corresponia a persones de 65 anys o més que vivien soles. El nombre mitjà de persones vivint en cada habitatge era de 2,49 i el nombre mitjà de persones que vivien en cada família era de 2,69.
Per edats la població es repartia de la següent manera: un 21,4% tenia menys de 18 anys, un 1,9% entre 18 i 24, un 21,3% entre 25 i 44, un 43,6% de 45 a 60 i un 11,9% 65 anys o més.
L'edat mediana era de 47 anys. Per cada 100 dones de 18 o més anys hi havia 97,4 homes.
La renda mediana per habitatge era de 88.408 $ i la renda mediana per família de 89.367 $. Els homes tenien una renda mediana de 69.808 $ mentre que les dones 51.477 $. La renda per capita de la població era de 47.574 $. Entorn de l'1,1% de les famílies i el 2,1% de la població estaven per davall del llindar de pobresa.

## Poblacions més properes
El següent diagrama mostra les poblacions més properes.